# Дмитриев, Олег Георгиевич
Олег Георгиевич Дмитриев (26 апреля 1970, Ленинград, СССР — 11 июля 2019, Санкт-Петербург, Россия) — российский актёр и театральный режиссёр. С 1990 по 2019 годы был режиссёром Академического Малого драматического театра — Театра Европы.

## Биография
Родился 26 апреля 1970 года в Ленинграде.
Занимался в Ленинградском театре юношеского творчества (ТЮТ) в 1985—1986 годах.
1987—1988 — учёба в ЛГИТМиК, факультет драматического искусства, кафедра актёрского мастерства, Мастерская Аркадия Иосифовича Кацмана.
1988—1989 — служба в армии, Центральный академический театр Советской армии, Москва.
1989—1995 — учёба в ЛГИТМиК / СПГАТИ, факультет драматического искусства, кафедра режиссуры, Мастерская Льва Абрамовича Додина.
1995 — выпускник СПбГАТИ, специальность «актёр драматического театра и кино / режиссёр драмы».
С 1990 года — служба в Академическом Малом драматическом театре — Театре Европы: актёр, режиссёр.
В 2004 году дебютировал в качестве режиссёра спектаклем «Любовь дона Перлимплина».
2002—2007 — старший преподаватель кафедры режиссуры СПбГАТИ, Мастерская Льва Абрамовича Додина.
В 2008 году организовал и возглавил автономную некоммерческую организацию в области культуры и искусства — Авторский театр. Являлся художественным руководителем и режиссёром. Театр открылся драматическим триптихом «Мы живём, под собою не чуя страны…», озаглавленным строкой Осипа Мандельштама.
Скончался на 50-м году жизни 11 июля 2019 года в Санкт-Петербурге. Похоронен на Волковском православном кладбище Санкт-Петербурга.

## Постановки
2004 — «Любовь дона Перлимплина». По пьесе Федерико Гарсиа Лорки. Художник Елена Дмитракова. Играют Владимир Селезнёв, Наталья Калинина, Дарья Румянцева, Наталья Акимова, Галина Филимонова. МДТ — Театр Европы (Камерная сцена)
2006 — «De profundis <Послание с Того Света>». По произведениям Оскара Уайльда. Художник Елена Дмитракова. Творческий проект Алексея Девотченко 

2008 — «Тень стрелка». По пьесе Шона О’Кейси. Художник Елена Дмитракова. МДТ — Театр Европы (Камерная сцена)

2008 — «Мандельштама нет». По воспоминаниям Надежды Мандельштам. Первый спектакль триптиха «Мы живём, под собою не чуя страны…». Играет Галина Филимонова. Авторский театр.

2009 — «Ночной дозор». По повести Михаила Кураева. Второй спектакль триптиха «Мы живём, под собою не чуя страны…». Играют Сергей Козырев и Станислав Никольский. Авторский театр.

2011 — «Привидения». По пьесе Генрика Ибсена. Художник Елена Дмитракова. Играют Анжелика Неволина, Станислав Никольский, Владимир Захарьев, Сергей Козырев, Елена Соломонова. МДТ — Театр Европы (Камерная сцена)

2011 — «Зачарованные смертью». По прозе Светланы Алексиевич. Третий спектакль триптиха «Мы живём, под собою не чуя страны…». Играют Анжелика Неволина, Владимир Селезнёв и Сергей Козырев. Авторский театр.

2013 — «Подросток». По одноимённому роману Фёдора Достоевского. Художник Андрей Запорожский. МДТ — Театр Европы (Основная сцена).

2013 — «Я люблю любовь». По прозе Светланы Алексиевич. Играют Елена Соломонова и Инна Степанова. Авторский театр.

2015 — «Tate Modern». По одноимённой пьесе Юлии Савиковской. Играют Екатерина Клеопина, Сергей Власов, Евгений Серзин. Авторский театр.

2016 — «Синий свет». По одноимённой пьесе Миеко Оучи. Художник Андрей Запорожский. МДТ — Театр Европы (Камерная сцена).

## Роли
1990: «Gaudeamus» (по повести Сергея Каледина «Стройбат». Роль — Нуцо Влад. Режиссёр Лев Додин. МДТ — Театр Европы

1994: «Клаустрофобия» (по произведениям современной русской прозы). Роль — Кедрин. Режиссёр Лев Додин. МДТ — Театр Европы

1997: «Пьеса без названия» (по пьесе Антона Чехова «Платонов» / < «Безотцовщина» >). Роль — Войницев. МДТ — Театр Европы. Режиссёр Лев Додин.

1998: «Долгий Рождественский обед» (по пьесе Торнтона Уайлдера). Роль — Родерик-младший. МДТ — Театр Европы. Режиссёр Сергей Каргин

1999: «Квартира Коломбины» (по пьесе Людмилы Петрушевской). Роль — Арлекин. МДТ — Театр Европы. Режиссёр Игорь Коняев

1999: «Ресторанчик… Ресторанчик…» (по произведениям русских поэтов и писателей начала XX века о Петербурге). Роль — Пётр. МДТ — Театр Европы. Режиссёр Игорь Коняев

1999: «Чевенгур» (по роману Андрея Платонова). Роли — Рыбак, сын Рыбака (Саша Дванов)МДТ — Театр Европы. Режиссёр Лев Додин

2001: «Бесы» (по роману Фёдора Достоевского). Роль — Пётр Верховенский. МДТ — Театр Европы. Режиссёр Лев Додин

2006: «Король Лир» (по пьесе Уильяма Шекспира). Роль — Освальд. МДТ — Театр Европы. Режиссёр Лев Додин

2007: «Жизнь и судьба» (по роману Василия Гроссмана) Роль — Штурмбанфюрер Лисс. МДТ — Театр Европы. Режиссёр Лев Додин

2008: «Тень стрелка» (по пьесе Шона О’Кейси). Роль — Шеймас Шилдс. МДТ — Театр Европы. Режиссёр Олег Дмитриев

2008: «Бесплодные усилия любви» (по пьесе Уильяма Шекспира). Роль — Антуан Тупица. МДТ — Театр Европы. Режиссёр Лев Додин

2009: «Повелитель мух» (по роману Уильяма Голдинга). Роль — Харольд. МДТ — Театр Европы. Режиссёр Лев Додин

2012: «Коварство и любовь» (по пьесе Фридриха Шиллера). Роль — Президент фон Вальтер. МДТ — Театр Европы. Режиссёр Лев Додин.

2014: «Бесплодные усилия любви» (по пьесе Уильяма Шекспира). Роль — Бойе, французский придворный. МДТ — Театр Европы. Режиссёр Лев Додин.

## Основные публикации и интервью
- Олег Дмитриев: «Продолжение школы». По материалам беседы с Эльзой Альберт  (недоступная ссылка)// «Балтийские сезоны», 2005 г., № 13.
- «Инструмент самопознания». Беседу с Олегом Дмитриевым ведёт Елена Седова  (недоступная ссылка)// «Театральный Петербург» № 15, 16-31 октября 2007 г.
- «Количество успеваний в единицу времени» Беседу с Олегом Дмитриевым ведёт Елена Седова  (недоступная ссылка)// «PROсцениум» март 2008 г., № 4 (42)
- Олег Дмитриев: «Поскольку совершенство недостижимо…» Беседу с Олегом Дмитриевым ведёт Елена Седова  (недоступная ссылка)// «Зрительный ряд» № 7(51), 16-30 апреля 2008 г.
- Олег Дмитриев о спектакле «DE PROFUNDIS. <Послание с Того Света>» и готовящейся постановке по пьесе Шона О’Кейси «Тень стрелка». Беседу ведёт Наталья Костицина  (недоступная ссылка)//Интервью для радио «Эхо Москвы в Петербурге». 30 августа 2007 г.
- Олег Дмитриев о спектакле «Тень стрелка» Беседу ведёт Татьяна Троянская  (недоступная ссылка)// «Эхо Москвы в Петербурге». 28 февраля 2008 г.
- Олег Дмитриев и Елена Седова об Авторском театре. Беседу ведёт Татьяна Троянская  (недоступная ссылка)// «Эхо Москвы в Петербурге». 6 августа 2008 г.
- Олег Дмитриев. «Путешествие с открытым сердцем…» Беседу ведёт Михаил Щукин.  (недоступная ссылка)// «Социум» (пилотный номер) № 01 — октябрь 2008 г.
- Прямой эфир с Олегом Дмитриевым о готовящейся премьере Авторского театра — спектакле «Мандельштама нет». Беседу ведёт Денис Усов (недоступная ссылка) //Телеканал «ВОТ». 22 ноября 2008 г.
- Олег Дмитриев: «Надо говорить…» Беседу ведёт Елена Седова // «Зрительный ряд» № 19 (63), 1-15 декабря 2008 г.
- Олег Дмитриев. Длинное дыхание темы. Беседу ведёт Елена Седова (недоступная ссылка) // «Зрительный ряд» № 9 (73), 16-31 мая 2009 г.
- Олег Дмитриев. Театр темы (недоступная ссылка) // «Страстной бульвар, 10», № 10 (120), 2009 г.
- Олег Дмитриев. Время покаяния. Беседу ведёт Елена Седова // «Театральные вести» № 1, 1-15 ноября 2009 г.
- Олег Дмитриев. Инстинкт сострадания. Беседу ведёт Елена Седова // «PROсцениум» № 19 — 20 (77-78), ноябрь 2009 г.
- Интервью Олега Дмитриева о триптихе «Мы живём, под собою не чуя страны…» Беседу ведёт Елена Серова (недоступная ссылка) //«Утренний канал». «Радио России. Петербург». 6 ноября 2009 г.
- Олег Дмитриев о режиссёрской читке сценической композиции и будущем спектакле «Зачарованные смертью». Программа «Культурная реакция». Ведущая — Марина Михайлова (недоступная ссылка) // Радио «Град Петров». 8 июля 2010 г.
- Олег Дмитриев о спектакле Авторского театра «Мандельштама нет». Беседу ведёт Татьяна Ткач. (недоступная ссылка)// Радио «Петербург». 14 сентября 2010 г.
- Олег Дмитриев об Авторском театре и триптихе «Мы живём, под собою не чуя страны…» Беседу ведёт Татьяна Ткач (недоступная ссылка) // Радио «Петербург». 23 сентября 2010 г.